# Гитторф, Жак Иньяс
Жак Инья́с Гитто́рф, также Итто́рф (фр. Jacques Ignace Hittorff), при рождении Якоб Игнац Гитторф (нем. Jakob Ignaz Hittorff) (фр. Jacques Ignace Hittorff, нем. Jakob Ignaz Hittorf; 20 августа 1792, Кёльн — 25 марта 1867, Париж) — французский архитектор немецкого происхождения периодов ампира и историзма. В своих работах придерживался неоклассического направления, вдохновляясь древнеримскими образцами, но вместе с тем экспериментировал с современными строительными техниками и материалами. Известен также как археолог, историк и теоретик архитектуры.

## Биография
Жак Иньяс Гитторф родился 20 августа 1792 года в Кёльне в семье жестянщиков. С юности готовился к профессии архитектора. Поскольку Кёльн в то время принадлежал Франции, в 1810 году Гитторф воспользовался своим правом французского гражданина и переехал в Париж. Там он поступил в Национальную высшую школу изящных искусств, где учился у Шарля Персье. Однако в 1814 году, после Венского конгресса, согласно которому Кёльн отошёл Пруссии, Гитторф уже не мог продолжать обучение и готовиться к конкурсу на престижную Римскую премию. Тем не менее благодаря протекции архитектора Франсуа-Жозефа Беланже, под руководством которого Гитторф выполнял свои первые работы, он смог заниматься оформлением придворных церемоний и празднеств.
В 1822 году Гитторф осуществил свою давнюю мечту: путешествие в Италию. Он пробыл там два года, посетил, в частности, Рим и Сицилию, и сделал важное открытие о полихромии античной архитектуры. В статье, посвящённой этой теме, он первым опубликовал реконструкцию древнегреческого храма с восстановленными цветами настенных росписей и скульптур.
Вернувшись во Францию, Гитторф стал одним из ведущих архитекторов Парижа. В 1824 году он женился на Элизабет Лепер, дочери Жана-Батиста Лепера, инженера-строителя и архитектора французского ампира и неоклассицизма. В дальнейшем некоторые постройки они выполняли совместно.
В 1830 году Гитторф участвовал в основании Свободного общества изящных искусств; в 1831 году его избрали президентом общества. В 1842 году Гитторф вновь обрёл французское гражданство, а в 1853 году стал членом Академии изящных искусств.
Умер 25 марта 1867 года; похоронен на кладбище Монмартр. Свои бумаги — рисунки, эскизы, письма — он завещал кёльнскому музею Вальрафа-Рихарца.
В честь Гитторфа названа одна из улиц в X округе Парижа (rue Hittorf).

## Основные работы и критика
Гитторф внёс значительный вклад в формирование облика Парижа XIX века, и его архитектурное наследие в этом городе весьма велико. В возрасте 18 лет он участвовал, под руководством Беланже, в строительстве зернохранилища (нынешнее здание Торговой биржи, чей купол из чугуна стал первой конструкцией такого рода во Франции той эпохи. Одной из первых значительных работ Гитторфа стала церковь Святого Викентия де Поля, которую он проектировал и строил совместно с Жаном-Батистом Лепером и в оформлении которой реализовал принципы полихромии. В 1827 году построил здание театра Амбигю-комик (несохранившееся). С 1833 по 1854 год работал над оформлением площади Согласия: фонтанов, фонарей в виде ростральных колонн и пьедестала для египетского обелиска. В эти же годы Гитторф создал фонтаны, фонари и ряд построек на Елисейских полях, в том числе несохранившиеся Летний цирк и ротонду. С 1850 по 1851 год работал над зданием Зимнего цирка. В 1850-х годах принимал участие в османизации Парижа; проектировал новое оформление площади Звезды. В 1853 году занимался планировкой аллей и водоёмов в Булонском лесу. Однако он не сошёлся во взглядах с бароном Османом, и в результате их конфликта карьера Гитторфа пошла на спад. С 1855 по 1865 год строил здание мэрии I округа Парижа; с 1861 по 1864 год — Северный вокзал, ставший его последней работой в Париже. Архитектурный стиль Гитторфа характеризуется как рациональный и эклектичный.

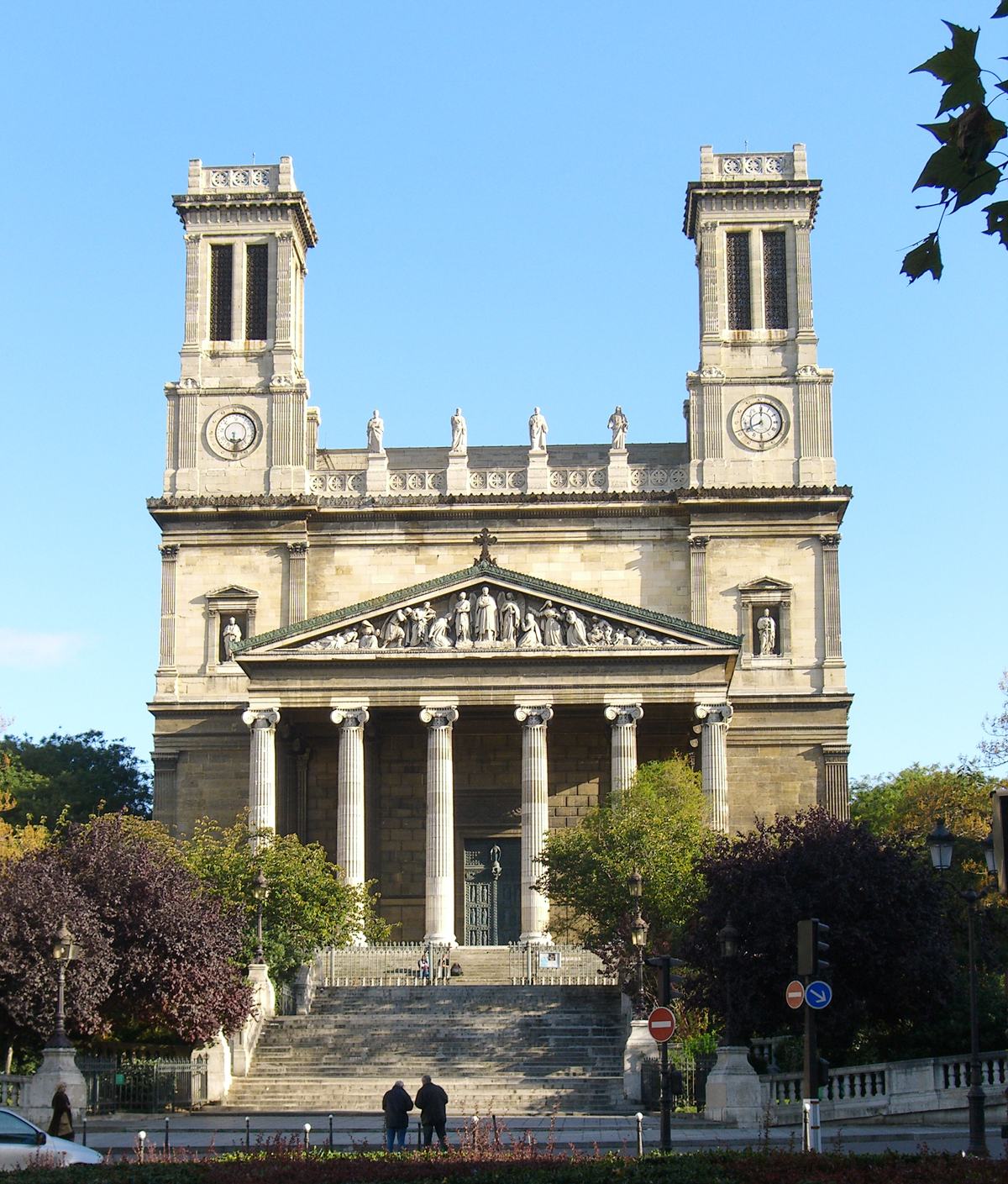
Церковь Святого Викентия де Поля
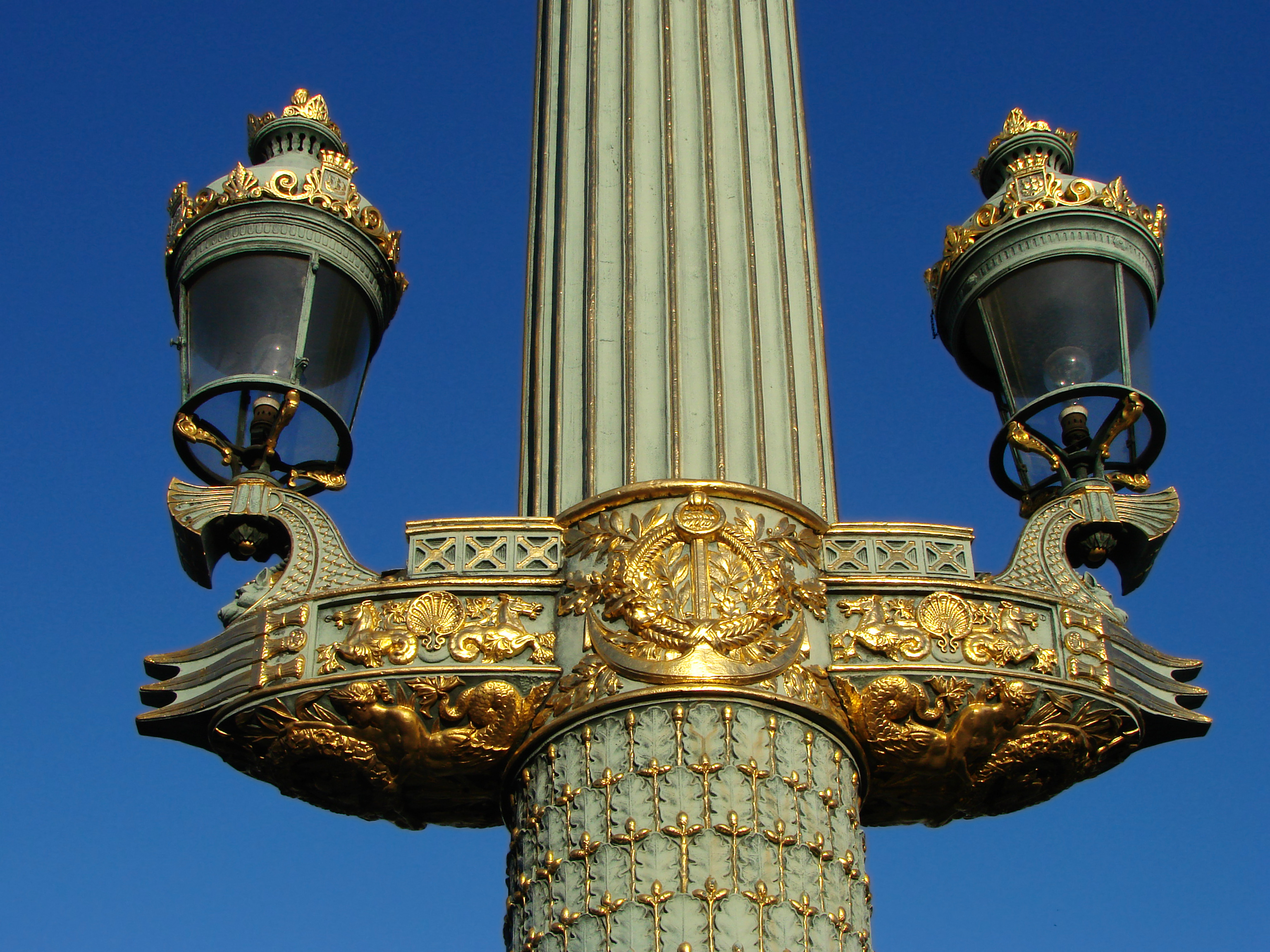
Фонарь на площади Согласия
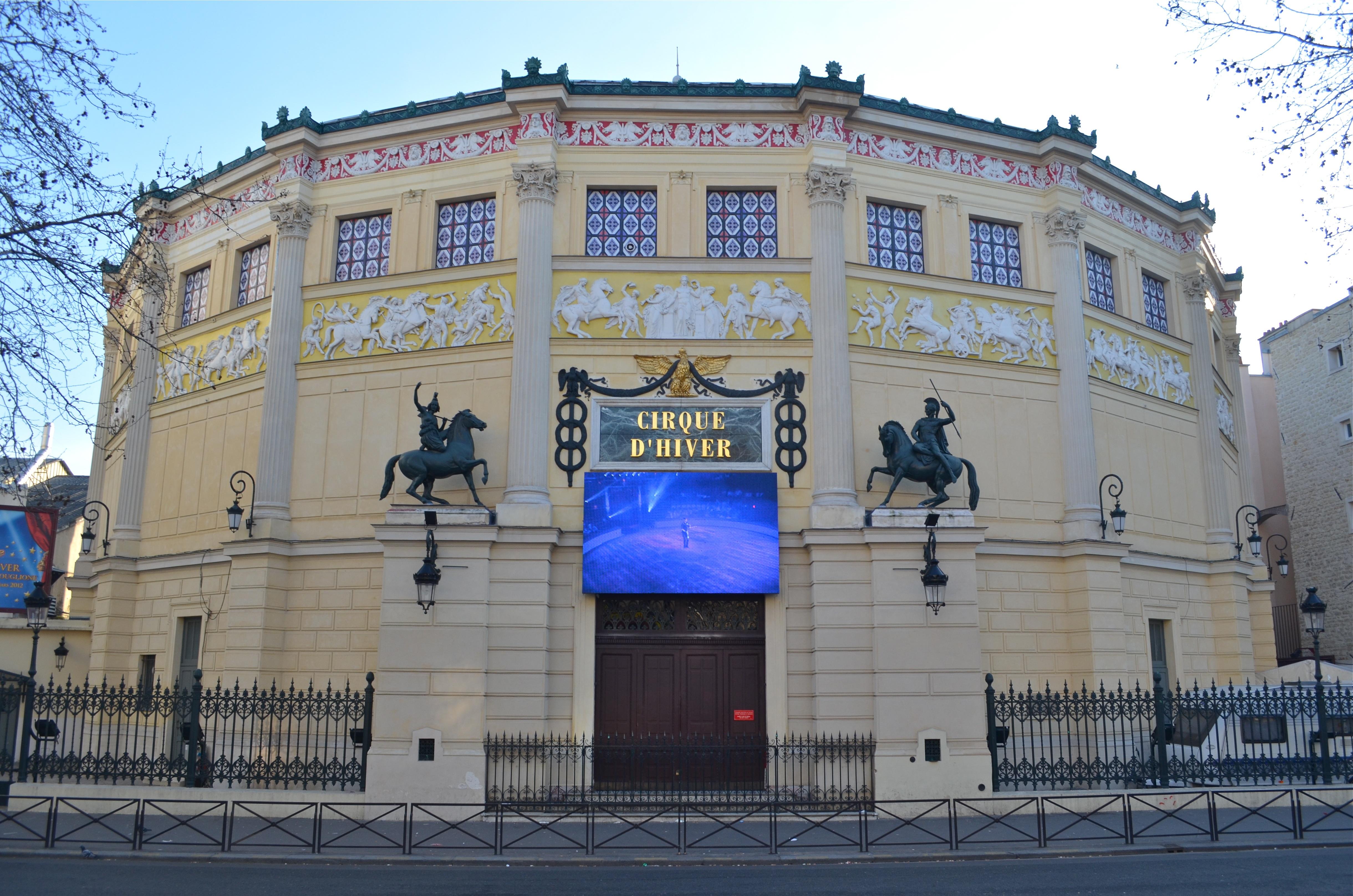
Зимний цирк
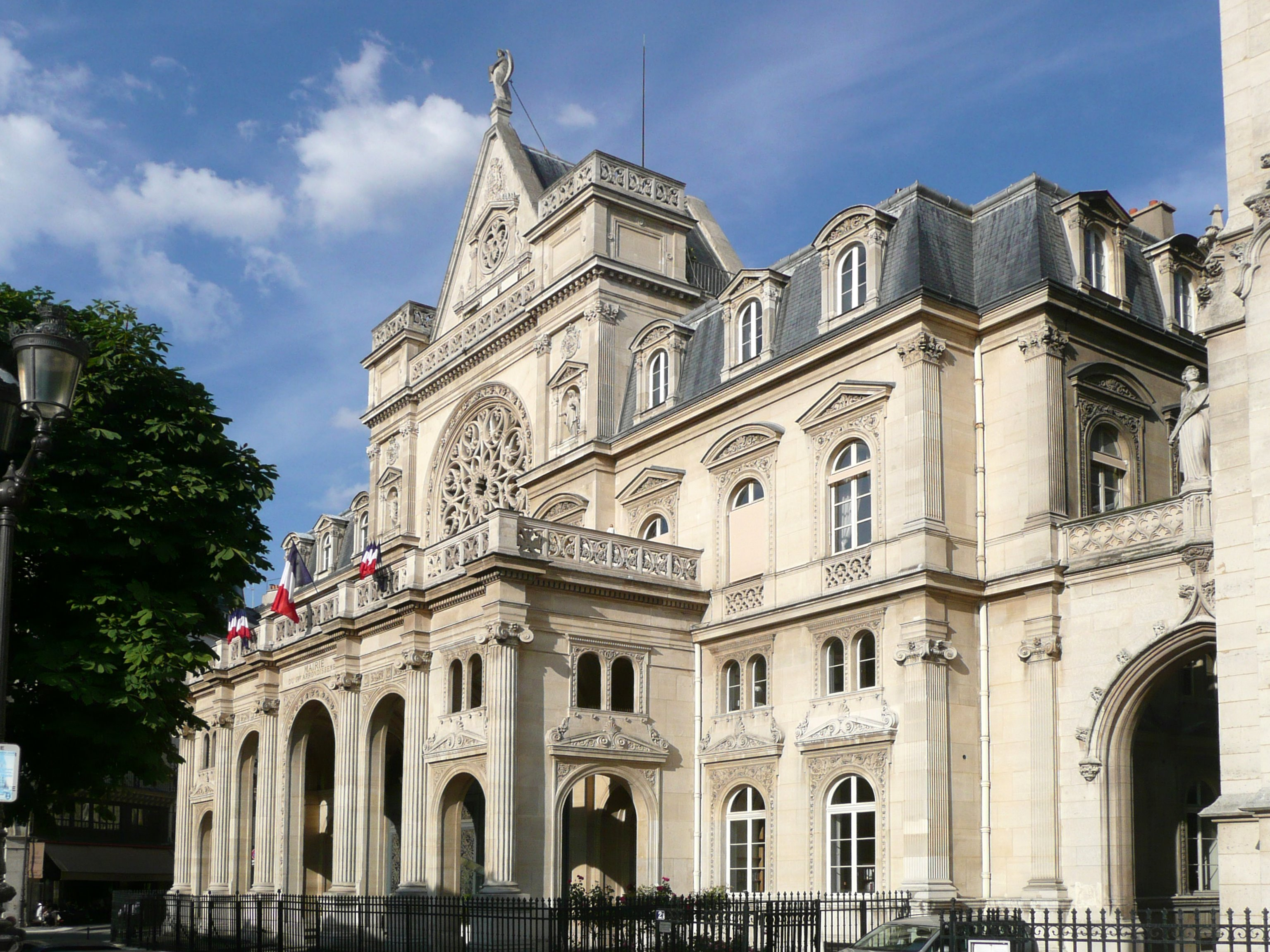
Мэрия I округа Парижа
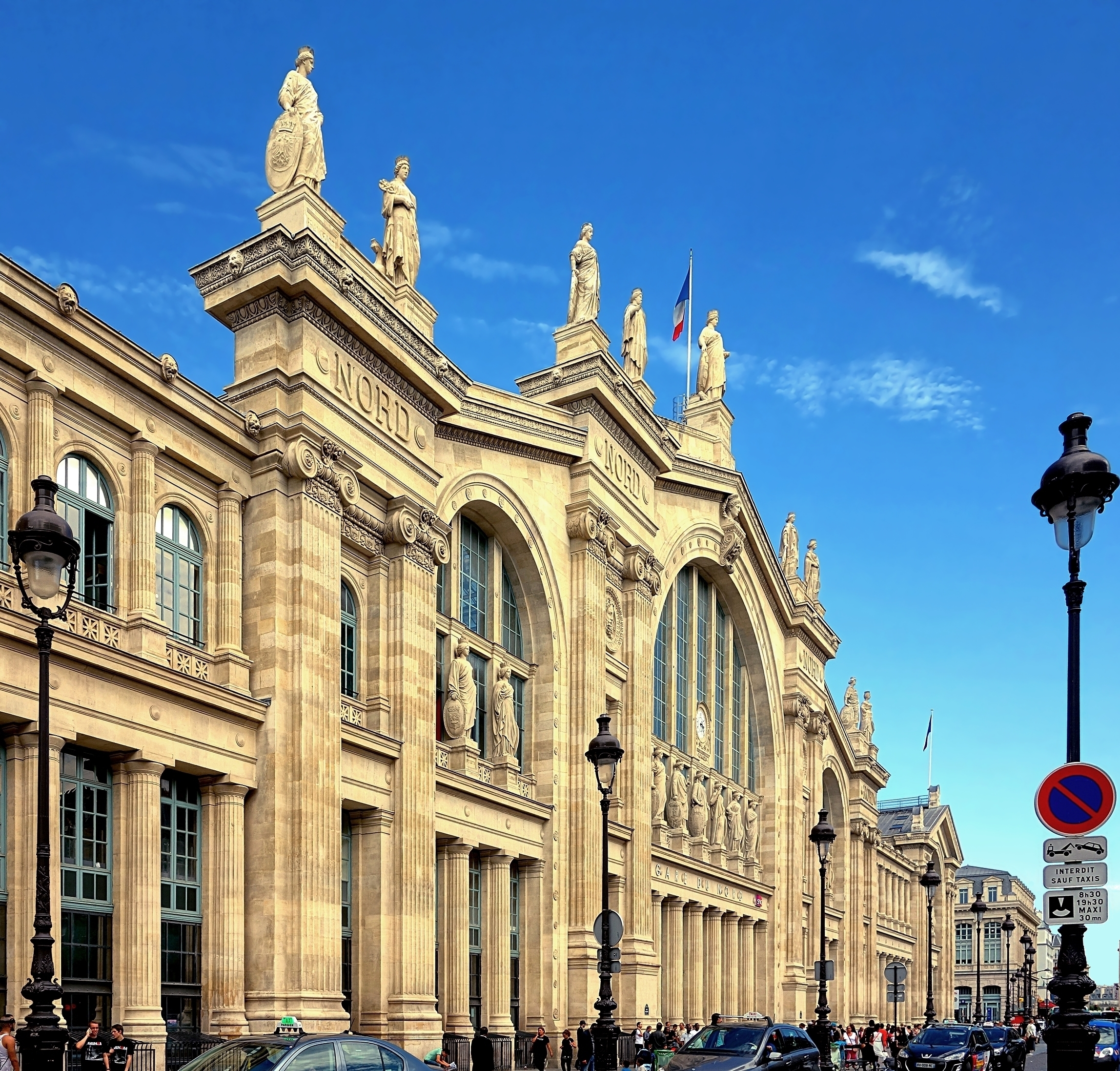
Северный вокзал

Известный в первую очередь как архитектор, Гитторф также был влиятельной фигурой в области истории искусств. Он активно участвовал в дискуссиях того времени, переводил (преимущественно с английского) труды по археологии, был популяризатором и критиком искусства. Гитторф также опубликовал ряд собственных работ, в частности, о древней и современной архитектуре Сицилии. Наибольшее значение имеет высказанная им гипотеза о полихромии в античной архитектуре, которую он последовательно аргументировал и развивал в ряде публикаций. Она не только внесла существенный вклад в европейскую археологию XIX века, но и способствовала популяризации полихромии в современной Гитторфу архитектуре.